# Pirata hygrophilus
De Pirata hygrophilus (tên tiếng Anh: bospiraat) là một loài nhện trong họ Lycosidae.
Loài này thuộc chi Pirata. Pirata hygrophilus được Tord Tamerlan Teodor Thorell miêu tả năm 1872.

## Hình ảnh

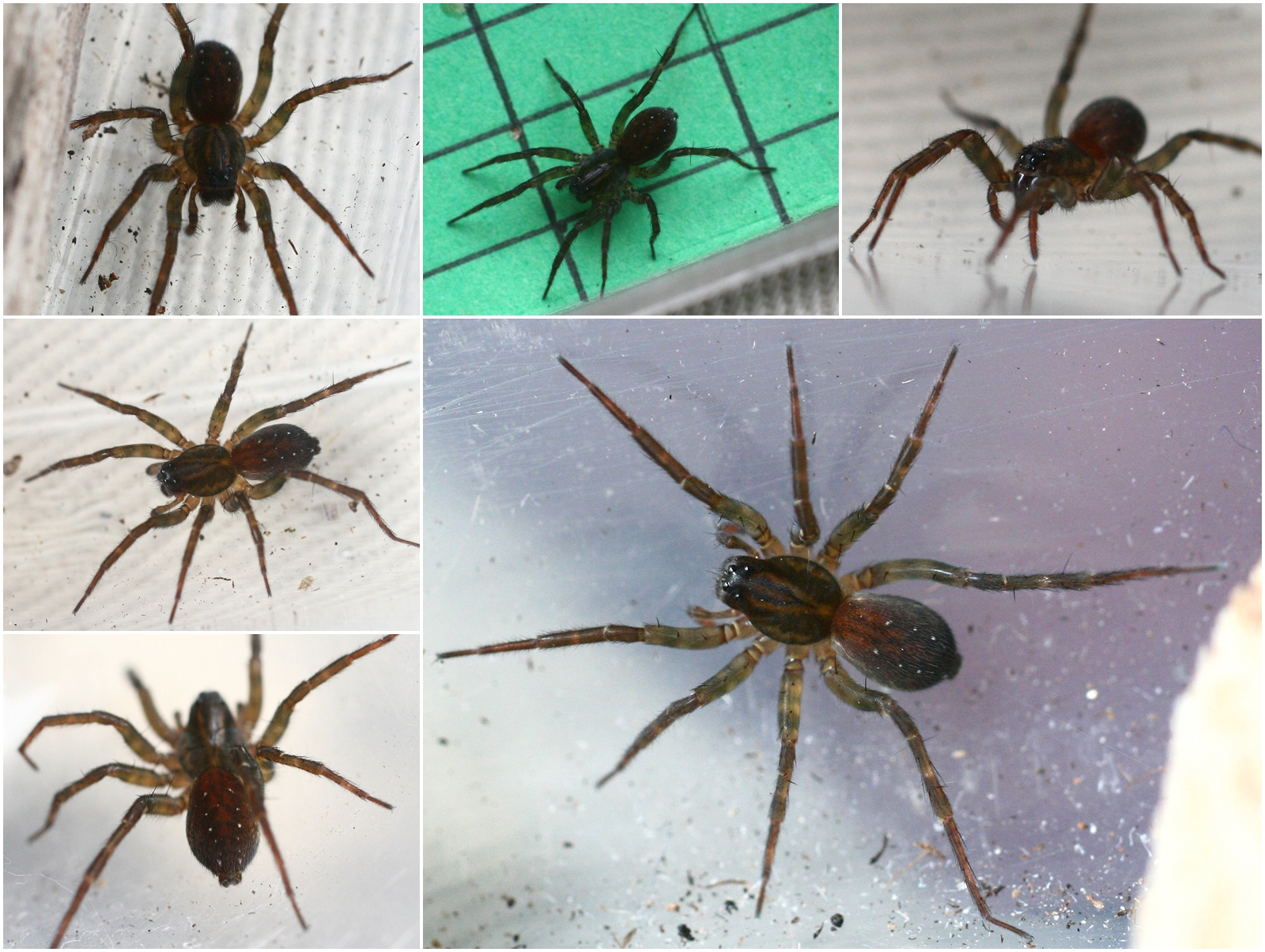
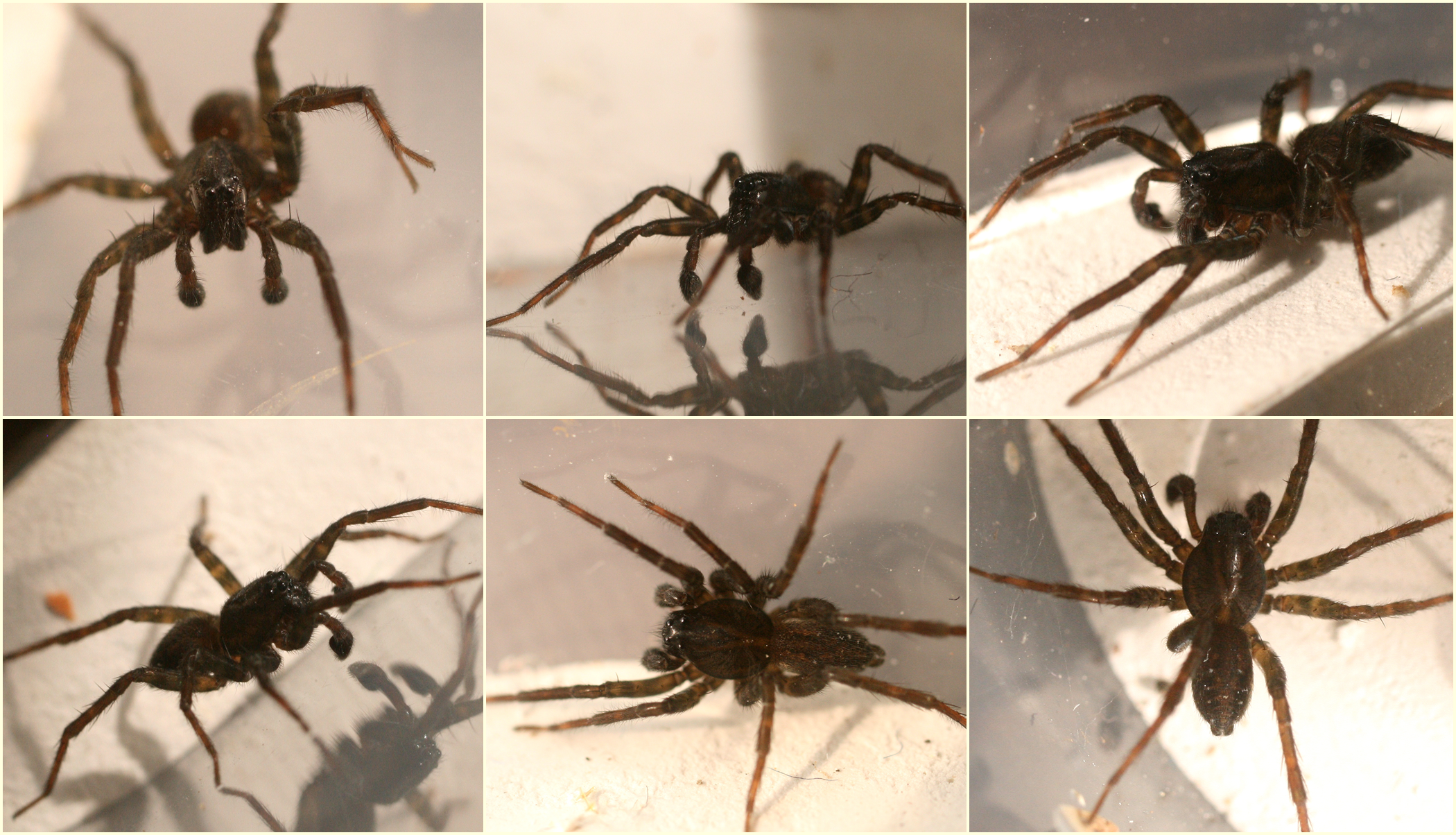